# 混合飛船
混合飛船（英語：Hybrid Airship）是一種將輕於空氣的飛行船與重於空氣的飛行器的科技（例如：固定翼、旋翼）相結合的飛行船，其升力來源包況浮力與空氣動態力。
混合飛船中只結合了旋翼機的旋翼機構來獲得升力的類型被稱為旋翼飛船（Rotastat）；只結合其外型（如：機翼）產生的動態力升力（Dynamic lift）來獲得升力的類型被稱為變動態力飛船（Dynastat），後者通常做於遠距離巡航。如果兩種升力方式都有結合到則無另外定名。